# 107 батальйон шуцманшафту
107 батальйон шуцманшафту — підрозділ допоміжної поліції, що діяв у Володимир-Волинському ґебіті у 1943—1944 рр.
Сформований у листопаді 1943 р. після переходу українців з допоміжної поліції в УПА та загострення польсько-українського протистояння на Волині. Поляки почали активніше вступати до лав поліції з метою убезпечити себе перед діями УПА. У листопаді 1943 р. розрізнені загони та постерунки було об'єднано в батальйон.
До його складу увійшло близько 450 осіб польського походження. Невдовзі батальйон перевели в Мацеїв. У січні 1944 р. службовці батальйону, отримавши певний вишкіл та зброю перейшли до 27 дивізії Армії Крайової.